# Genstigtjärnen
Genstigtjärnen är en sjö i Ljusnarsbergs kommun i Västmanland och ingår i Norrströms huvudavrinningsområde.